# Wapen van de Turkse Republiek Noord-Cyprus

Wapen van de Turkse Republiek Noord-Cyprus.

Wapen van de Turkse Republiek Noord-Cyprus (1983-2007).

Het wapen van de Turkse Republiek Noord-Cyprus (Turks: Kuzey Kıbrıs Türk Cumhuriyeti arması, Grieks: Εθνόσημο της Τουρκικής Δημοκρατίας της Βόρειας Κύπρου) is afgeleid van het wapen van Cyprus en is in huidige vorm op 27 maart 2007 vastgesteld. Het wapen is vastgelegd in paragraaf 74 van de grondwet.

## Beschrijving
Het wapen bestaat uit een gouden wapenschild met daarop een naar links (op de afbeelding rechts) kijkende witte duif. De duif heeft in zijn snavel een groene olijventwijg. Een groen-witte laurierkrans omringt het schild met bovenaan een witte wassende maan en ster met daaronder het jaartal 1983.

## Symboliek
De duif vertegenwoordigt het ideaal van de Turks-Cypriotische bevolking. In de olijventwijg zijn vijf olijven afgebeeld, die staan voor de vijf districten (Lefkoşa, Gazimağusa, Girne, Güzelyurt en İskele). Met de olijventwijg wordt ook verbeeld de wil tot vrede. De laurierkrans staat voor de cultuur op het eiland en het jaartal voor het jaar waarin de Turkse Republiek Noord-Cyprus is uitgeroepen. Ten slotte staat de wassende maan en ster voor het volk van het land.
Afghanistan · Armenië · Azerbeidzjan · Bahrein · Bangladesh · Bhutan · Brunei · Cambodja · China: Volksrepubliek / Republiek (Taiwan) · Cyprus · Filipijnen · Georgië · India · Indonesië · Irak · Iran · Israël · Japan · Jemen · Jordanië · Kazachstan · Kirgizië · Koeweit · Laos · Libanon · Malediven · Maleisië · Mongolië · Myanmar · Nepal · Noord-Korea · Oezbekistan · Oman · Oost-Timor · Pakistan · Palestina · Qatar · Rusland · Saoedi-Arabië · Singapore · Sri Lanka · Syrië · Tadzjikistan · Thailand · Turkmenistan · Turkije · Verenigde Arabische Emiraten · Vietnam · Zuid-Korea

Afhankelijke gebieden: Hongkong · Macau

Betwiste gebieden: Noord-Cyprus